# Grand carré de Pégase

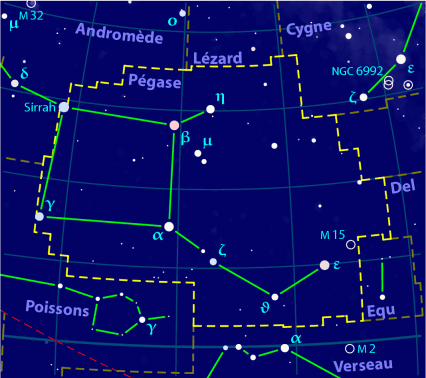
Astérisme du Grand carré de Pégase.

Animation montrant le Grand carré de Pégase.

Le Grand carré de Pégase ou la Grande Croix, est un astérisme en forme de carré constitué par les étoiles suivantes : Markab (α Pegasi), Schéat (β Pegasi) et Algénib (γ Pegasi), de la constellation de Pégase, et Alpheratz ou Sirrah (α Andromedae, aussi nommée δ Pegasi avant la délimitation des constellations par l'Union astronomique internationale en 1930), de la constellation d'Andromède.
Le grand carré est un repère majeur de la voûte céleste, qui se reconnaît directement à sa forme, et à l'absence d'étoile significative dans son périmètre.
Il appartient à un immense alignement qui fait le tour du globe, et qui est un axe de repérage majeur de la voûte céleste. Partant du Grand carré de Pégase il passe par Algol, Capella, Castor et Pollux, Alphard (Hydre), l'extrémité des Voiles puis Acrux et Alpha Centauri, Shaula (λ Scorpii), l'arc et la tête (σ Sgr) du Sagittaire, puis remonte par la tête du Capricorne (β Cap), le long de l'axe du Verseau, pour boucler sur la diagonale du Grand carré de Pégase.